# Thou
Thou é uma comuna francesa na região administrativa do Centro, no departamento Cher. Estende-se por uma área de 9,25 km². Em 2010 a comuna tinha 80 habitantes (densidade: 8,6 hab./km²).